# Ötzi
A hauslabjochi ember vagy közismertebb nevén Ötzi, a jégember egy kb. 5300 éves múmia a kora rézkor idejéből, amit 1991. szeptember 19-én Olaszország és Ausztria határán, az Ötz-völgyi-Alpokban, a Hauslabjoch közelében, 3210 méter magasan találtak meg egy olvadó gleccseren. Ötzi vadászott, és nagy valószínűséggel nem volt pásztor.
A gleccserbe fagyott múmia genetikai anyagának elemzésekor a kutatók kimutatták, hogy életében hajlamos volt a szív- és érrendszeri betegségekre, a kullancsok által terjesztett Lyme-kórban és ízületi kopásban szenvedett, tejcukorérzékeny is volt, ráadásul fogai meglehetősen kopottak voltak, amit tovább rontott ínybetegsége is.
Ötzié a világ legrégibb, teljes épségben megmaradt emberi holtteste. A maradványokat az Innsbrucki Egyetem kórbonctani intézete emelte ki Rainer Henn professzor vezetésével 1991. szeptember 23-án, nem régészeti módszerekkel (sűrített levegős kézifúróval, jégcsákánnyal és síbottal).

## A lelőhely

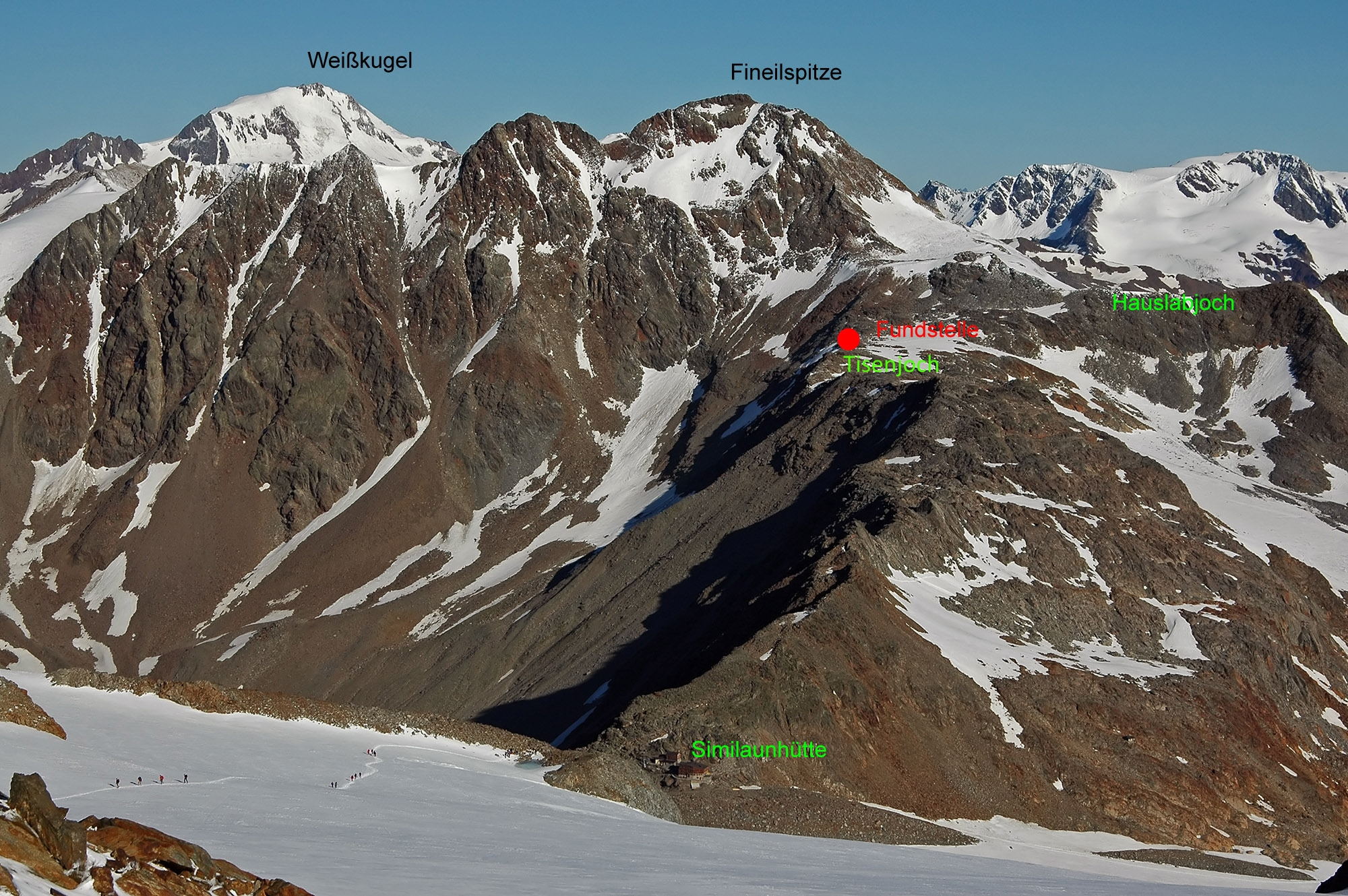
Ötzi megtalálásának helye pirossal jelölve.

Mivel a tetemet Ausztria és Olaszország határán találták meg, mindkét állam igényt tartott rá. Az 1919-ben megállapított határvonal ugyanis egyenesen halad a határkövek között, így előfordulhat, hogy a vízválasztótól délre lévő területek még Ausztriához, illetve tőle északra fekvő részek Olaszországhoz tartoznak. Ebben az esetben a lelőhely a vízválasztótól északra, de az Olaszországhoz tartozó Dél-Tirolban van. Ausztria és Olaszország 2006-ban életbe lépett új államszerződése szerint a vízválasztó a határ, de úgy, hogy a Tisenjoch kivétel, és ezért a lelőhely továbbra is olasz területen van, 92 méterre a határtól.
Maga a lelőhely egy, a gleccseren keresztben húzódó vízlevezető árok, amit 5300 évig fedett a jég. Ezzel magyarázható, hogy a rézkori vadász teteme szinte károsodás nélkül került később a felszínre, amikor a gleccser visszahúzódott.

## Felfedezése
Ötzi már 1991. szeptember 19-én is nagy szenzáció volt. Megtalálói eleinte úgy vélték, hogy egy szerencsétlenül járt és elveszett hegymászóra bukkantak.
A holttestet egy nürnbergi házaspár, Erika és Helmut Simon fedezte fel, miután egy több napos túra utolsó napján megmászták a Finailspitze 3516 m magas csúcsát. A menedékháztól visszatértükben letévedtek a jelzett ösvényről, és egy részben olvadó jéggel teli bevágásban egy meztelen férfihullát fedeztek fel. Elbeszélésük alapján másnap két újabb alpinista kereste föl a helyet, és nem messze a tetemtől egy rendkívül régimódinak tűnő jégcsákányt is találtak. A rendőrséget csak ezután értesítették.
Az eltűnt hegymászók adataiból először úgy tűnt, hogy a holttest Carlo Capsoni velencei zenetanár lehet, akinek 1941-ben veszett nyoma a környéken. A jégcsákány azonban inkább emlékeztetett egy történelem előtti szekercére, és hamarosan további, a lelet ősiségére utaló tárgyak is előkerültek, és ezek alapján egyértelművé vált, hogy a maradványok több ezer évesek lehetnek.

## A lelet sorsa
A holttestet hat évig az Innsbrucki Egyetem Anatómiai Intézetében a gleccseréhez hasonló körülmények között tárolták, eközben alaposan megvizsgálták és konzerválták. Hatvannégy, a világ legkülönfélébb tájairól érkezett kutatócsoport dolgozott a jégemberen. 1998 januárjában a similauni múmiát a bolzanói (Dél-Tirol) régészeti múzeumba szállították, és ott egy egészen új hűtőtechnikával felszerelt mélyhűtő üvegvitrinjében állították ki -6 °C hőmérsékleten, 100% relatív páratartalmú levegőben.
A felfedezés vontatott, szakaszos jellege miatt nem volt egyértelmű, kit is illet a felfedezőknek járó jutalom, amit végül a bolzanói tartományi törvényszék 2003 novemberében a Simon házaspárnak ítélt. A döntés ellen a dél-tiroli tartományi bíróság fellebbezési eljárást indított, mivel más személyek – a szlovén Magdalena Mohar és a svájci Sandra Nemeth – is állították, hogy ők találtak rá a jégbe fagyott holttestre. Az olasz törvények értelmében a régészeti leletek megtalálóit a lelet értékének 25%-a illeti meg. Emiatt a Simon házaspár nem fogadta el a dél-tiroli tartomány által először felkínált szimbolikus 5000 eurós jutalmat, majd hosszabb pereskedés után 2008-ban az illetékes bíróság kötelezte Dél-Tirolt egy „tisztességes” mértékű jutalom kifizetésére, ami végül 150 000 eurót tett ki.

## Ötzi

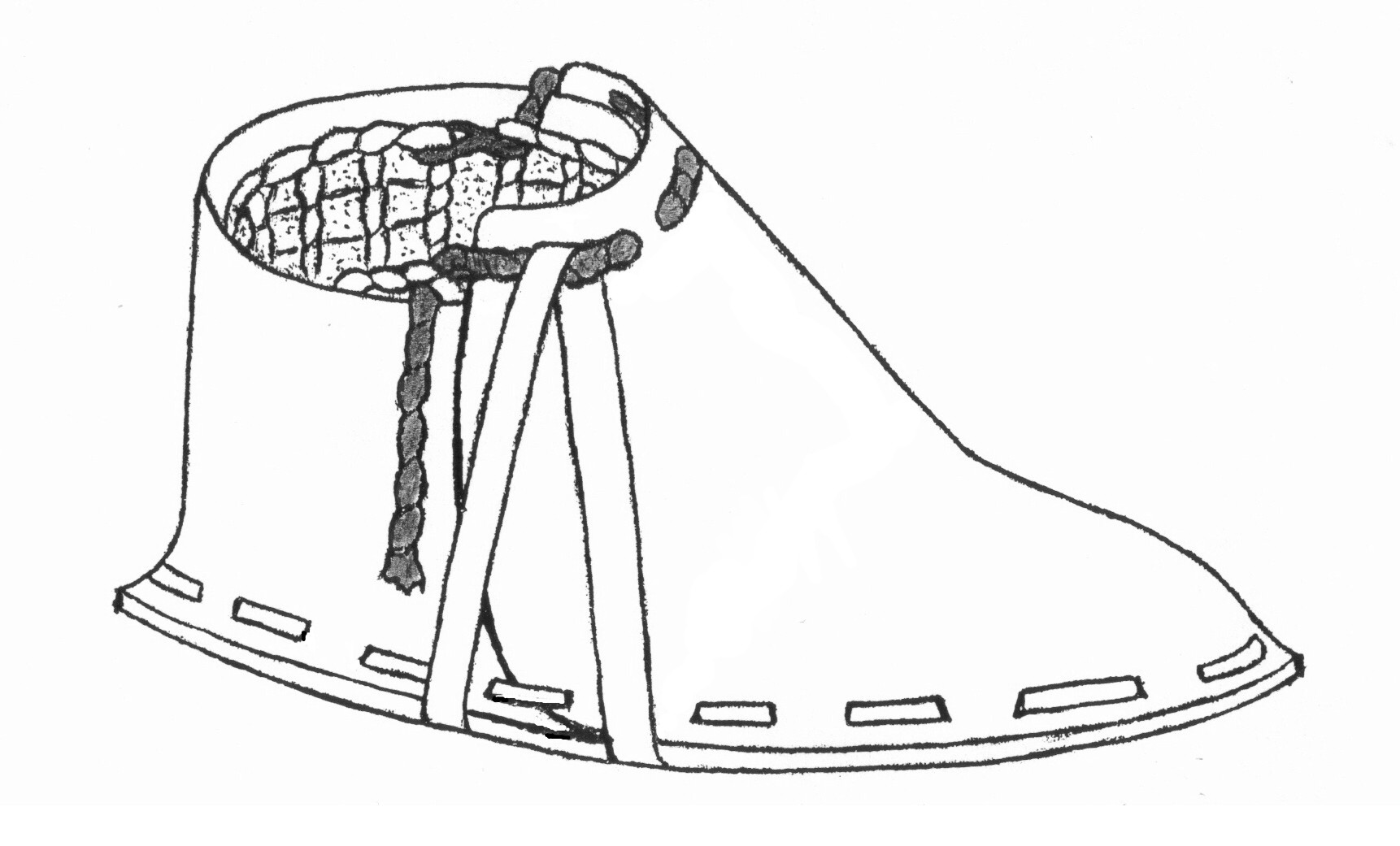
Ötzi bőrcipője (rekonstrukció). Ma 38-as méretűnek számítana

A kb. 45 éves, 158 centiméter magas férfi holtteste szinte teljesen érintetlenül megmaradt. Feltételezik, hogy eredetileg magasabb lehetett, mert a test a fagy hatására összezsugorodik. A vadász 50 kilogrammos testtömege a maga korában átlagosnak számított.
A múmián 15 kékesfekete, szénporral készült tetováláscsoportot találtak: negyvenhét, csoportonként párhuzamos vonalat valószínűleg gyógyító szándékkal rajzolták a lágyéktájon és a jobb bokája körül. Van még egy kereszt alakú rajzolat a jobb térdhajlatában, és több pont a klasszikus akupunktúrás pontokon. Ezt a fajta „égetést”, ami közben tűvel gyógynövényeket juttattak a bőr alá, más népek is alkalmazták.
Az egyik tetoválás az ízületi kopás akupunktúrás pontjánál található.

## Ruházata és felszerelése
A holttest mellett ruházatának maradványain kívül számos, a korra jellemző eszközt is találtak. Ötzi hosszában csíkos kabátja barna és fehér kecskeszőrből készült. Nadrágja az észak-amerikai indiánok viseletéhez hasonlító lábszárvédő volt, amit borjúbőrszíj rögzített. Ágyékkötője térdmagasságig ért. Cipőjének talpa barna medve bőréből, felső része szarvasbőrből készült. A cipőbe tömött szalmaréteg hőszigetelésre és párnázásra szolgált. Medveszőr sapkát viselt. A mellette talált, száraz fűből font, kb. 25 cm²-es anyagdarab valószínűleg egy köpeny része lehetett, mely esőkabátként működött akkoriban.
Épségben megmaradt Ötzi rézbaltája (szekerce). A balta feje 99%-ban tiszta rézből készült; az elemzések szerint az ércet Salzburg tartományban fejthették. Több, az i. e. 4. évezredből származó baltafejet találtak már, de ez az egyetlen olyan, aminek a nyele is megmaradt. Ötzi tekintélyes ember lehetett, ugyanis akkoriban a réz nagyon ritka, ezért értékes volt. A fejszével fát is tudott vágni, de ezzel készíthette el 180 centiméter hosszú tiszafa íját is. A nyílvesszők ostorménfából (Viburnum lantana) készültek, a nyílhegyek pedig tűzkőből, és ezeket faszén és nyírfakátrány keverékével ragasztották össze. Egy ilyen íj utánzatával végzett kísérlet szerint a halálos fegyver lőtávolsága 30–50 méter volt.
Ötzi felszereléséhez tartozott még egy kőrisfanyelű és tűzkőhegyű tőr, a hátizsák egy ősi formája (Kraxe), aminek hevedere egy fából készült vázat tartott és egy nyírfakéregből készült edény, amiben valószínűleg a parazsat tarthatta. Kis bőrtáskájában egy csontár mellett tűzkőpengéket, azok élesítésére való köveket és gyújtótaplót találtak. A nála talált nyírfatapló tűzgyújtási vagy gyógyítási célokat szolgált, egy lapos, lyukas kődarab pedig amulett lehetett, de ez nem bizonyított.

## Utolsó órái

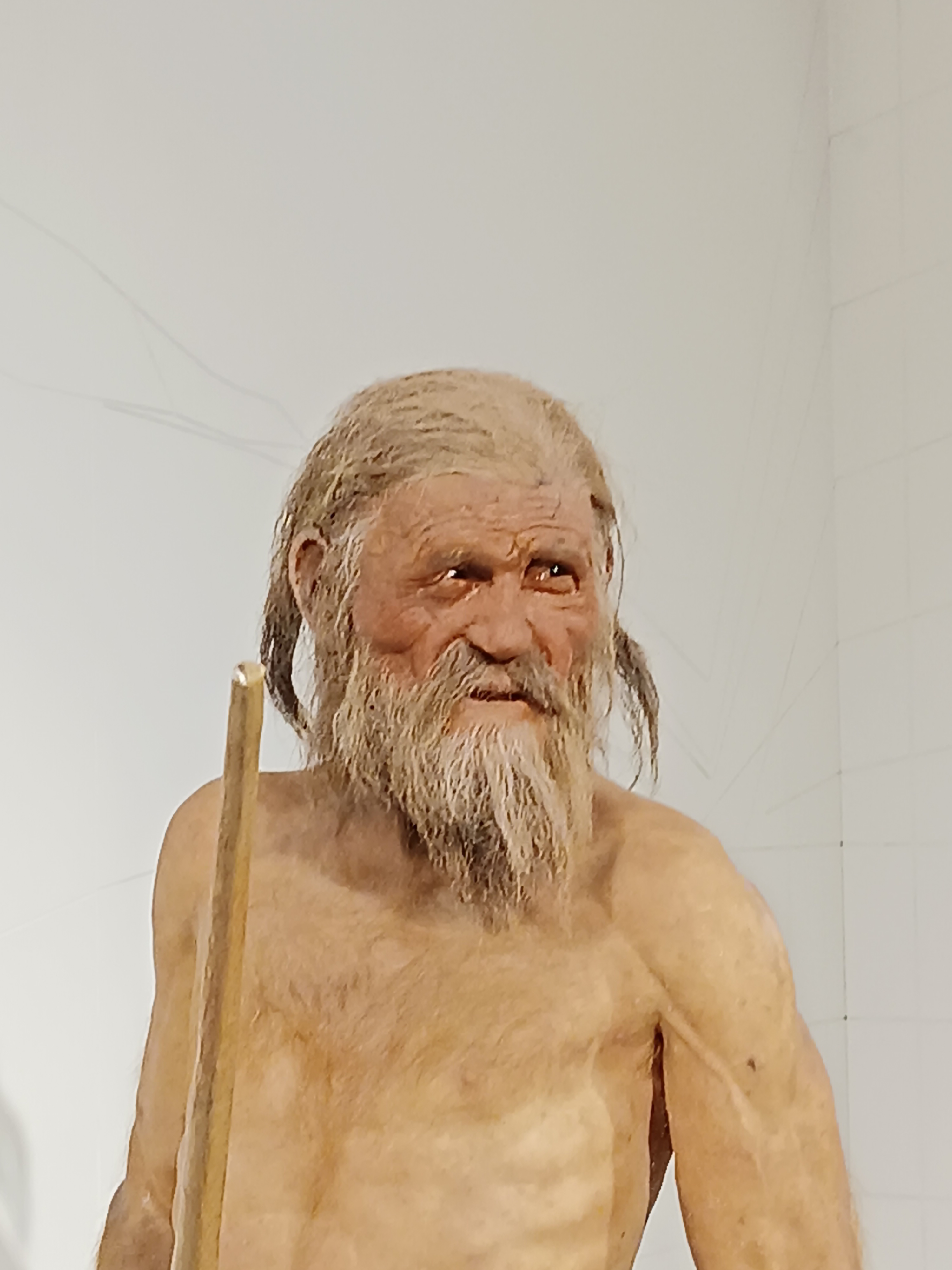
Ötzi rekonstruált arca

A kutatók eleinte úgy gondolták, hogy hosszú barangolás után az éhség vagy a hideg végzett vele, csak később derült ki, hogy külső beavatkozás következtében hunyt el.
2007 júniusában egy olasz-svájci kutatócsoport arról adott hírt, hogy kiderítették Ötzi halálának okát. A többszeletes komputertomográfia (Multislice Computer tomography) és többdimenziós képet adó röntgen segítségével kapott felvételek elemzése kiderítette, hogy az Ötzi bal vállába fúródott nyílhegy – amiről már korábban is tudtak – szétroncsolta a vállhoz közeli artériát: a felvételeken Ötzi artériáján egy 13 milliméteres repedés látszik. Ez valószínűleg súlyos belső vérzést okozott, és minden bizonnyal gyors halálhoz vezetett.
Egy bozeni patológus csoport Eduard Egarter-Vigl vezetésével már 2006-ban hasonló következtetésekre jutott, a végleges bizonyítékot a Zürichi Egyetem kutatói adták.
Egy új elmélet alapján, amelyet 2007. augusztus 28-án egy olasz-osztrák kutatócsoport mutatott be, Ötzi nem a nyílvessző okozta sérülésébe halt bele, hanem egy, a fejére irányzott ütés végzett vele. Feltételezéseik szerint a nyílvessző okozta sérülés védtelenné tette ugyan Ötzit, de a seb nem volt halálos. Az új elmélet szerint szemből fejbe ütötték, amitől hanyatt esett, a fejét egy kőbe ütötte, és így koponyaagyi traumában hunyt el. Természetellenes testtartása és a seb körül talált alvadt vér arra enged következtetni, hogy támadója megfordította és megpróbálta kihúzni vagy letörni a nyílvesszőt.
Azt, hogy Ötzit nem sokkal halála előtt megtámadták, a bal karján és a kezein talált vágások, illetve ruházatán és tőrén található, más emberektől származó vérnyomok bizonyítják.
A szénizotópos kormeghatározás alapján Ötzi i. e. 3252-ben (±102 év) halt meg.
Az Innsbrucki Egyetem botanikusai Klaus Oeggl vezetésével megvizsgálták Ötzi gyomrában, illetve belében talált ételmaradékokat is. Az eredmények alapján rekonstruálni tudták a halála előtti órákat. Halála előtt Ötzi nagy biztonságban érezhette magát, nagy pihenőt tartott, és kiadósan evett: kőszáli kecskehúst és szarvashúst páfránnyal, valamint alakorral.
A bélrendszerben szénre utaló nyomokat is találtak, ami az elfogyasztott húsból is származhatott. Ebből feltételezik, hogy az Ötzi által fogyasztott hús nem lehetett nyers, legfeljebb füstölt, ha nem is volt megsütve. Az elfogyasztott ennivalóban talált virágpor azt bizonyította, hogy Ötzi különböző vegetációs zónákban tartózkodott: először a fahatár körül tartózkodott – akkoriban ez körülbelül 2400 méter magasan volt (ma 1800–2100 méter) – majd leereszkedett a Schnals vagy az Etsch völgyébe, és halála előtt kb. 6 órával onnan indult ismét felfelé, Tisenjoch felé. Bizonyosnak látszik, hogy konfliktusba keveredett, és akik szerint nem a harcban esett el, úgy vélik, hogy egyre magasabbra menekülve egy sziklamélyedésbe húzódott, ahol hirtelen hóvihar lepte meg, majd a szikla fölötti gleccserfolyam évezredekre betemette.

## Genetikai vizsgálatok

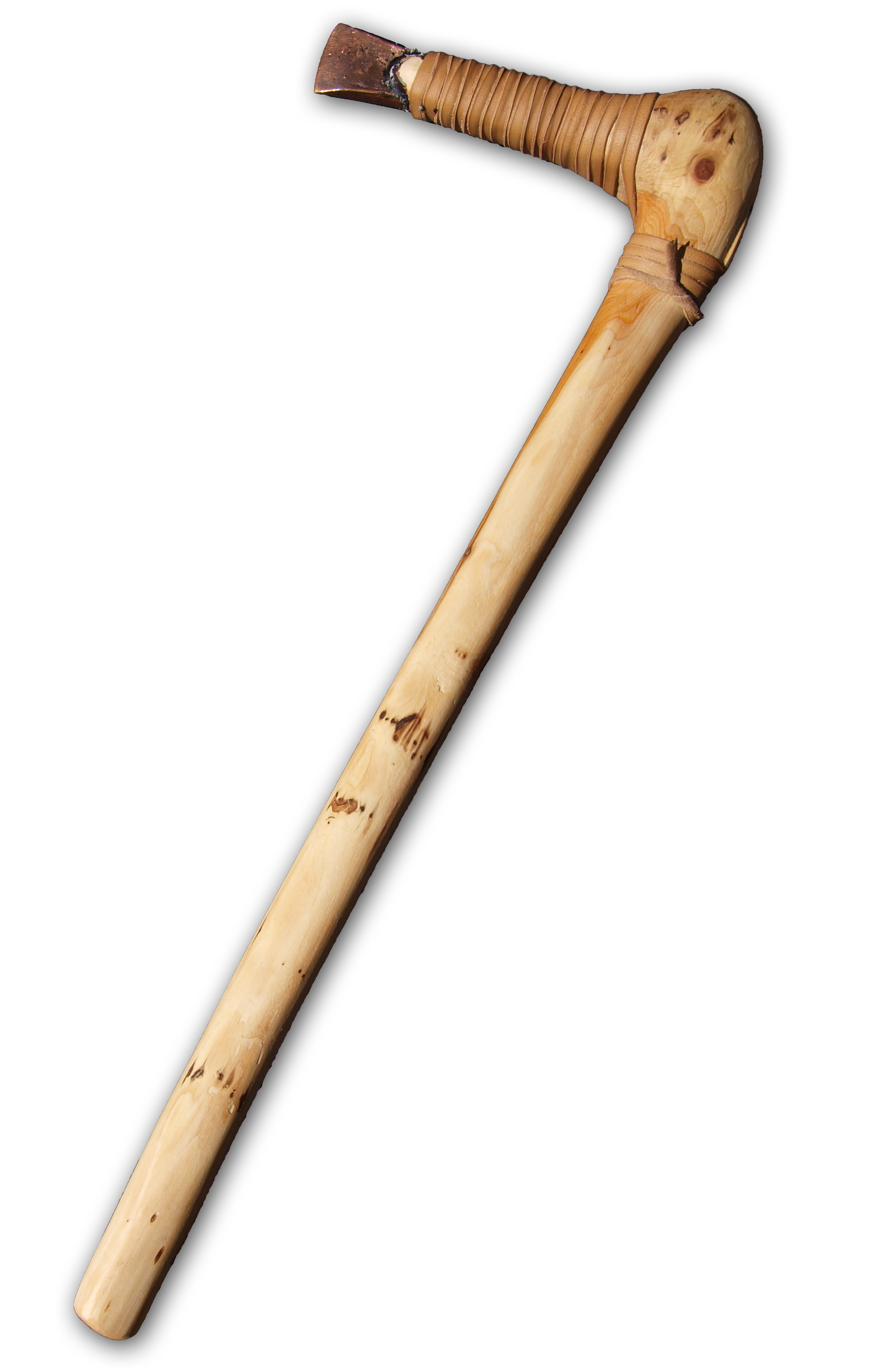
Ötzi rekonstruált fejszéje

Több kutatócsoport is vizsgálta Ötzi mitokondriális DNS-ének összetételét, és eltérő eredményeket kaptak. Először, amikor Ötzit még az innsbrucki Törvényszéki Orvostani Intézetben fagyasztották, az Oxfordi Egyetem Bryan Sykes vezette kutatócsoportjának küldtek mintaanyagot kötő- és támasztószöveteiből (bőr, csont). Az angol kutatók a mitokondriális DNS kontrollszakaszát vizsgálva egyértelműen megállapították, hogy az európai típusú, és ezzel kizárták a piltdowni emberéhez hasonló lelethamisítás lehetőségét (ilyen korú és állagú múmiát csak Dél-Amerikából csempészhettek volna a helyszínre). A vizsgált szakasz pontosan egyezett egy Marie Moseley nevű, a kutatócsoport adatállományában már régóta szereplő bournemouthi ír vezetési tanácsadónőével, igazolva, hogy tisztán anyai ágon újabb közös őstől származnak.
A tetem Bolzanóba szállítása után olasz kutatók is elvégezték a vizsgálatot. Az ő eredményeik szerint a „jégember” az európai K1 haplocsoportba (azonos génmutációt hordozó embercsoport) tartozik, de DNS-e a három alcsoport egyikéhez sem hasonlít. Eszerint Ötzi népcsoportja az elmúlt ötezer évben (legalábbis leányágon) kihalt, már nem létezik.

## Ötzi átka
A bulvársajtó szerint elszabadították a jégember múmiájának átkát, amikor kiemelték több évezredes hófogságából, Ötzi bosszút áll azokon, akik a nyugalmát bolygatják.
- Rainer Henn, az innsbrucki egyetem patológusa, aki jelen volt Ötzi kiemelésénél és szállításánál, egy évvel a mumifikálódott test 1991-es megtalálása után közúti balesetben halt meg, amikor egy Ötziről szóló konferenciára ment (1992).
- Kurt Fritz hegyi vezetőt, aki kiszabadította a jégből Ötzi holttestét, lavina ölte meg (1993).
- Rainer Hölzl újságíró, aki először készített felvételeket Ötzi megtalálásának a helyszínén, agydaganatban halt meg (1999).
- Helmut Simon, a jégember megtalálója egy alpesi hegyi túrán szakadékba zuhant (2004).
- Egy hegyi vezetővel, aki részt vett az Ötzi megtalálója utáni kutatásban, szívinfarktus végzett néhány órával Helmut Simon temetése után.
- Konrad Spindler igazságügyi orvosszakértő, aki vizsgálatokat végzett Ötzi holttestén, rákbetegségben hunyt el (2005-ben). Spindler természetesen badarságnak, a sajtó szenzációhajhászatának tartotta „Ötzi átkát”.
- Tom Loy Ausztráliában élő amerikai molekuláris antropológus, a queenslandi egyetem régészeti laboratóriumának vezetője leukémiában halt meg (2005-ben) nem sokkal azután, hogy leadta kiadójának a múmiáról szóló kéziratát.

## Külső hivatkozások
- Azonosították Ötzi ma is élő rokonait. Múlt-kor történelmi portál, 2013. október 11. (Hozzáférés: 2014. február 7.)
- Ötzi sajtot evett halála előtt. Index, 2014. február 7. (Hozzáférés: 2014. február 7.)